# Mačica
Mačica (pahulja, lisičji rep, lat. Phleum), biljni rod iz porodice trava s desetak vrsta rasprostrabnjenih po gotovo cijeloj Euroaziji i Sjevernoj Americi, na jugu južne Amerike i na Sjeveru Afrike. 

Rod je svrstan potporodici Pooideae i jedini je u podtribusu Phleinae.

## Vrste
1. Phleum alpinum L., alpska mačica, planinska mačica
2. Phleum arenarium L., mišji rep, pješčarska mačica
3. Phleum bertolonii DC.
4. Phleum boissieri Bornm.
5. Phleum × brueggeri K.Richt.
6. Phleum crypsoides (d'Urv.) Hack.
7. Phleum echinatum Host, ježasta mačica
8. Phleum exaratum Griseb.
9. Phleum himalaicum Mez
10. Phleum hirsutum Honck, čupava mačica
11. Phleum iranicum Bornm. & Gauba
12. Phleum montanum K.Koch
13. Phleum paniculatum Huds., metličasta mačica
14. Phleum phleoides (L.) H.Karst., sjajna mačica
15. Phleum pratense L., livadna mačica
16. Phleum subulatum (Savi) Asch. & Graebn., travnjačka mačica,  šiljasta mačica
17. Phleum × viniklarii Röhl.